# Bảo mật mạng

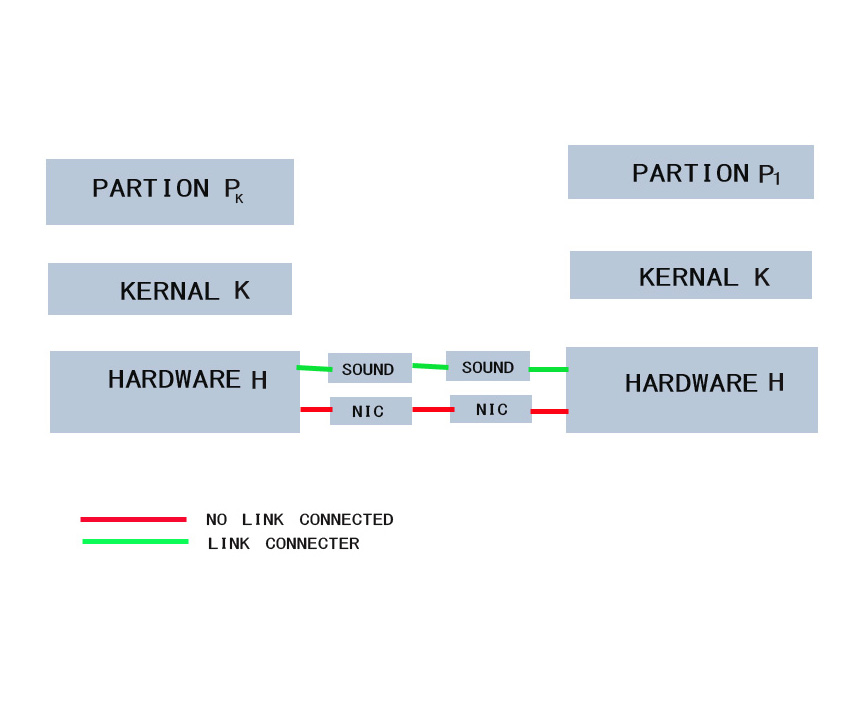
Bảo mật mạng

Bảo mật mạng là tập hợp các hình thức, công cụ, thiết bị, chương trình được doanh nghiệp sử dụng nhằm mục đích bảo vệ tính riêng tư và an toàn cho những thông tin. Bảo mật mạng giúp hạn chế khả năng truy cập, sửa đổi và đánh cắp dữ liệu từ những cá nhân hoặc tổ chức khác.
Bảo mật mạng cũng được hiểu là quá trình tìm kiếm và khắc phục những lỗ hổng trong hệ thống công nghệ thông tin, phần mềm, ứng dụng, trang web,... từ đó bảo vệ doanh nghiệp khỏi sự tấn công của tin tặc.

## Bảo mật mạng thất bại
Những hậu quả nghiêm trọng mà doanh nghiệp phải đối mặt nếu bảo mật mạng thất bại:

### Thiệt hại về tài chính[3]
Dữ liệu quan trọng bị đánh cắp hoặc hệ thống máy tính bị tê liệt do virus máy tính/mã độc sẽ khiến doanh nghiệp phải tổn thất khoản chi phí lớn để có thể khôi phục và vận hành hệ thống bình thường trở lại. Thiệt hại tài chính còn đến từ việc doanh nghiệp phải gánh chịu những khoản phí bồi thường cho khách hàng, khoản tiền phạt vì làm lộ thông tin khách hàng,...

### Đánh mất cơ hội/đối tác kinh doanh[3]
Doanh nghiệp phải tập trung nguồn lực hiện có để giải quyết vấn đề bảo mật mạng khi xuất hiện tin tặc. Điều này dẫn đến việc kinh doanh bị trì hoãn và doanh nghiệp cũng có thể đánh mất sự tín nhiệm từ đối tác của mình.

### Đánh mất niềm tin của khách hàng[3]
Khi xảy ra cuộc tấn công mạng, khách hàng hiện có của doanh nghiệp sẽ cảm thấy vô cùng lo lắng, nghi ngờ về năng lực của doanh nghiệp. Bảo mật mạng thất bại cũng khiến hình ảnh của doanh nghiệp trở nên tồi tệ và không đáng tin cậy, điều này sẽ gây cản trở cho doanh nghiệp trong việc tìm kiếm và xây dựng mối quan hệ với khách hàng mới.

## Cách thức bảo mật mạng của doanh nghiệp
Một số cách thức doanh nghiệp sử dụng để bảo mật mạng:

### Kiểm soát truy cập
Kiểm soát truy cập hạn chế đối tượng truy cập vào các tài nguyên của doanh nghiệp bằng việc kiểm tra thông tin người truy cập bằng một số phương pháp: đăng nhập bằng tài khoản/mật khẩu được cung cấp, nhận diện gương mặt hoặc dấu vân tay,...

### Tường lửa[4]
Tường lửa là công cụ giúp doanh nghiệp ngăn chặn những cố gắng xâm nhập của người ngoài tổ chức, tạo rào chắn giữa mạng nội bộ và một mạng khác (Internet,...), theo dõi, quản lý lưu lượng truy cập và ngăn chặn ngay khi xuất hiện dấu hiệu đáng ngờ.

### Hệ thống phát hiện xâm nhập (IDS)
Hệ thống phát hiện xâm nhập (IDS) có khả năng theo dõi, phân tích và đánh giá những hoạt động diễn ra trên mạng, sau khi phát hiện hành vi khả nghi sẽ lập tức truyền tín hiệu thông báo đến người quản trị.

### VPN (Virtual Private Network)
VPN là mạng riêng ảo dùng để kết nối các máy tính một cách an toàn và bảo mật tới hệ thống mạng của doanh nghiệp thông qua Internet.

### Giám sát và phân tích mã độc[4]
Giám xác và phân tích mã độc giúp xác định các loại mã độc đang hiện hữu trên hệ thống hoặc mã độc được gửi đến doanh nghiệp thông qua các thư rác. Từ đó, doanh nghiệp có thể cô lập và ngăn chặn những liên kết có chứa mã độc xâm hại hệ thống doanh nghiệp.